# Càmera d'acció
Una càmera d'acció (en anglès: 'action cam'), també anomenada càmera esportiva, és una càmera digital emprada per poder filmar una escena mentre està immersa en l'acció. Les càmeres d'acció solen ser compactes, robustes i resistents a l'aigua. Aquestes càmeres solen tenir un objectiu del tipus gran angular per tal de capturar la major part possible de l'acció en curs.
Les càmeres d'acció estan relacionades amb els esports a l'aire lliure adaptades a cascs, manillars, etc. Sovint s'utilitzen en un estoig impermeable que proporciona a la càmera una major resistència als xocs o algun element advers com l'aigua, la sorra o el fang. Per ampliar el seu ús, les càmeres d'acció solen estar relacionades amb aplicacions que permeten la visualització en viu o l'edició de vídeo.

## Fabricants

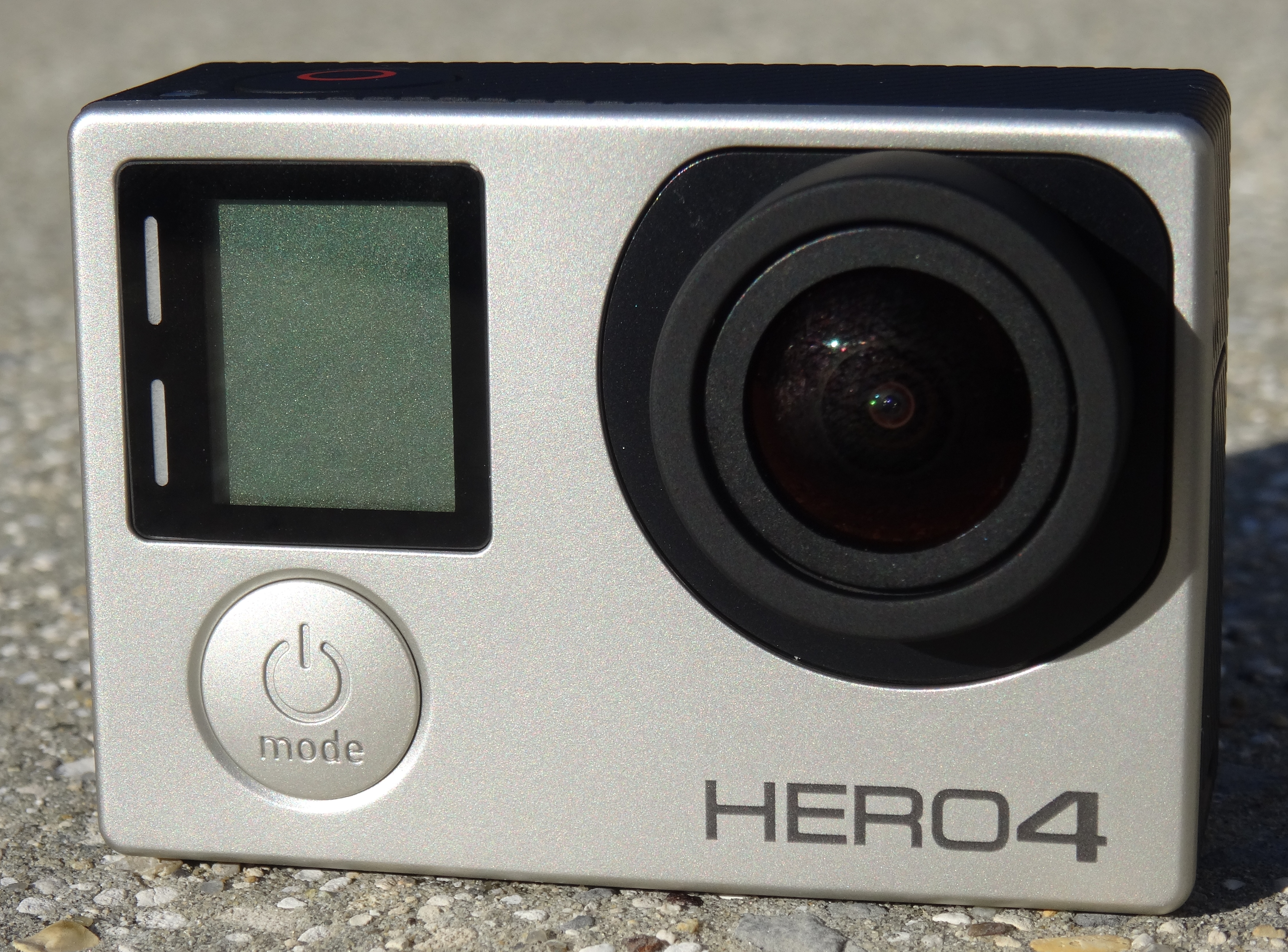
GoPro Hero 4 Silver Edition

Aquest tipus de càmera està fortament associat amb la marca GoPro, que l'ha popularitzat,però apart de GoPro, altres fabricants estan presents en aquest mercat, com:
- Sony HDR-AS10, HDR-AS15 and HDR-AS30V[4][5]
- Garmin VIRB[6]
- Kodak amb les seves Action Cam.
- Panasonic HX-A500E[7]
- Toshiba Camileo X-Sports[8]
- Polaroid Cube[9]
- TomTom Bandit[10]
- Drift Ghost-S, Stealth 2 and Compass[11]
- Xiaomi YiCamera[12]
- Ricoh WG-M1

## Evolució

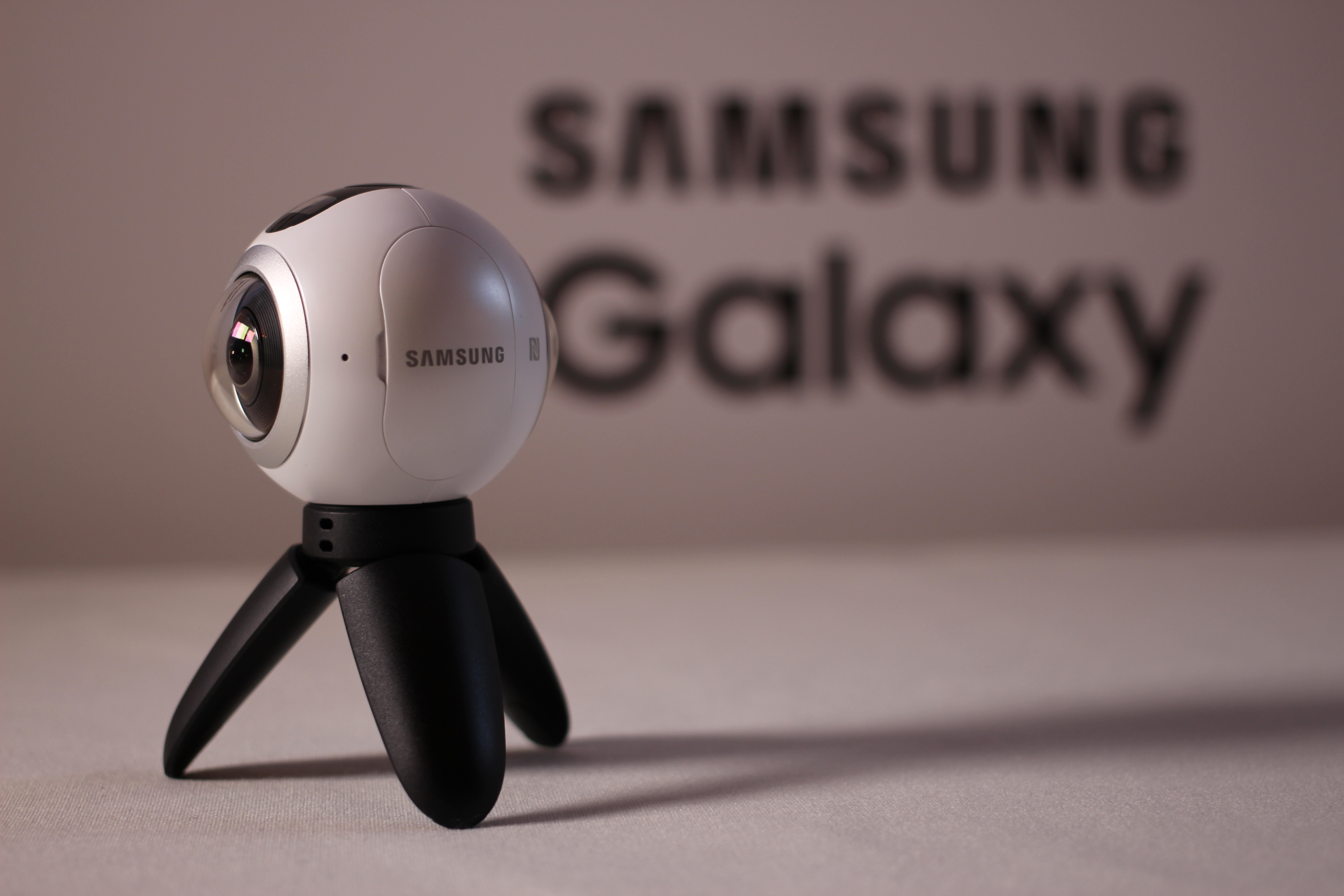
Càmera d'acció Gear 360

El mercat de les càmeres d'acció ha anat guanyant maduresa, aplicant innovacions. Més enllà de la millora constant de la qualitat de la imatge, diversos fabricants ofereixen càmeres d'acció per a realitzar vídeos de 360 °. Aquestes càmeres estan formats per almenys dos sensors de vídeo de format gran angular. Les 2 imatges produïdes són a continuació combinades per software. A tall d'exemple hi ha:
- GoPro que ofereix el GoPro Fusion 360.[14]
- Xiaomi i la Mijia Sphere.[15]
- Samsung i Gear 360.

## Suports

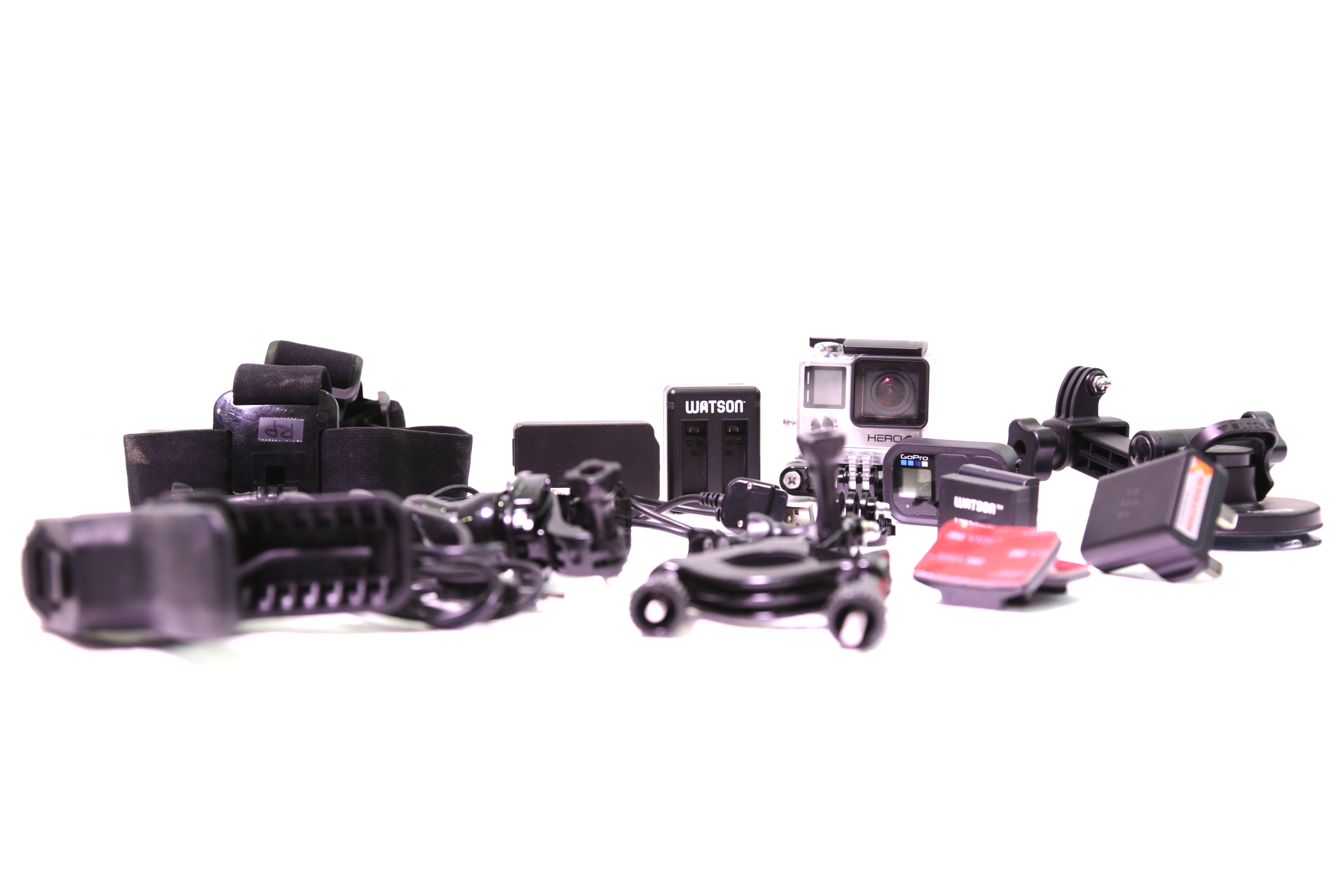
Una càmera d'acció, amb diversos suports i carregadors

La major part de les càmeres d'acció tenen adaptadors de muntatge que permeten utilitzar els accessoris del mercat concebuts per a les GoPro, entre ells els suports dissenyats específicament per a la seva subjecció en cada entorn: manillar de bicicleta, parabrisa de moto, casc de paracaigudista, etc.